# Мода как объект социологии
Социология моды — область социологии, изучающая моду. Может быть рассмотрено как одно из направлений теории моды.
Мода является специфическим объектом для социологии. Непосредственно к социологическим концепциям моды примыкают такие направления как социология труда, права, семьи, образования или искусства.

## Концепция Веблена и Белла
Ещё в конце XIX века социология стала рассматривать моду как один из объектов, хотя и не такой значимый, как право, семья, религия и так далее. Один из самых значимых вкладов в моду произвел Торстейн Веблен. Одна из первых его работ на эту тему — «Теория класса» (Theory of The Leisure Class) — была выпущена в Соединенных Штатах в 1899 году. И хотя в книге в большей степени описаны предполагаемые объекты потребления и одежда класса люкс, нежели обычная одежда, тем не менее, теория моды, предложенная Вебленом, настолько успешна, что даже полвека спустя в 1947 году нашла отражение в работе Квентина Белла «О наряде». «Эссе по социологии одежды» (написанное в 1992) описывает новый подход, который основывается на теории Веблена, лишь в некоторой степени дополняя его. Однако ещё в 1976 году Белл не считал необходимым изменять свой анализ этого явления и вновь подтвердил свою полную уверенность в предшествующих фундаментальных работах Веблена.

## Концепция Зиммеля
Наряду с наследием Веблена, второе заметное влияние на социологию моды берет начало в конце XIX — начале XX века связано с Георгом Зиммелем и его текстом — столь же фундаментальным, как и Веблена — под названием «Мода», выпущенным в 1904 году. Несмотря на название сборника Зиммеля, текст, посвященный моде, несомненно, относится к социологии. Возможно, это одно из самых важных и известных сочинений Зиммеля, который уже ставил в центр анализа затрудненность различия между имитацией и различием. С учётом качества анализа, предложенного как Зиммелем, так и Вебленом, можно было бы ожидать, что после этого появится особая область исследований в социологии, посвященная моде.
Тем не менее, существует явное несоответствие между социологическим аспектом двух основных работ в области социологии моды, описанное Вебленом с одной стороны, и Зиммелем с другой стороны, развитие которого достаточно хаотично, что уже давно известно в области социологии.

## Причины недооцененности работ социологов
Вместо причин, характерных для объекта, представляется более логичным ссылаться на мотивы, связанные с контекстом институционализации социологии. В отличие от великих отцов-основателей социологии, таких как Карл Маркс, Эмиль Дюркгейм и Макс Вебер, Торштейн Веблен и Георг Зиммель не создавали школ мысли и традиций, работу над которыми продолжили бы ученики. Несмотря на то, что Веблен был первым первым, кто предложил социологическую теорию (хотя и не заявленную таковой) моды, неприятности, связанные с чрезмерным влечением к женщинам, последующий уход из университета, слишком низкое происхождение, по сравнению с другими выдающимися писателями того времени: все это объясняет, почему его работа о моде могла бы быть проигнорирована социологами. У Зиммеля, хотя и не испытавшего на себе такого жестокого обращения, как Веблен, тем не менее похожего на него неординарным характером, в целом, так же было немного последователей.
Таким образом, следует подчеркнуть разительный контраст между нестабильностью, также, как и замечательным качеством первых социологических анализов, посвященных моде двумя первопроходцами социологии, и недооцененным наследием, отчасти связанным с нетипичным характером этих двух авторов.

## Концепция Бурдье
Второй важный период в истории развития теории социологии моды приходится на момент выхода текста Пьера Бурдье и его соавтора Иветт Дельсо «Кутюрье и его марка», опубликованного в первом выпуске «Исследований социальных наук» в 1975 году. В своей логике занять место в истории социологии с помощью создания журнала, который стал впоследствии одним из самых значимых в мире, Пьер Бурдье, вероятно, не случайно выбрал текст, под которым он (co)подписался и который должен был быть включен в первый номер журнала.Еще одним признаком причастности Пьера Бурдье к тексту о моде был его также упрощенный вариант, представленный им на конференции в 1974 году под названием «Высокая мода и высокая культура», который был позднее включен в 1984 году в работу Бурдье под названием «Вопросы социологии».
Мода, действительно, подвергалась социологическому анализу не только в области потребления, но и в области производства, поскольку модельные дома анализируются как объекты, занимающие конкретные позиции в конкретном поле, которые могут отражать их позиции и их творения.

## Объект социологии
Социология моды по-прежнему развивается. Однако до недавнего времени было сложно обрисовать объект «мода» чисто с социологической точки зрения. Тем не менее, несмотря на весьма основополагающие тексты, социология моды не превратилась в настоящую область.
Мода, безусловно, является социальным явлением, и в связи с этим нет причин, по которым она не могла бы подвергаться такому же строгому социологическому обращению, как и все другие социальные факты. И дело заключается не в том, чтобы реформировать социологию, включив в область её более глубокого изучения моду.
Фредерик Годарт в 2010 году выпускает хотя и краткое, но не менее важное руководство по социологии моды, которое может рассматриваться как попытка окончательно закрепить моду с чисто социологической точки зрения.
Призывая к подходу, уважающему общие принципы социологии, речь не идет об отказе от многодисциплинарности, которая проявляется в случае моды, как и во многих других вещах. Независимо от того, идет ли речь об историе, управленческих науках, семиологии, социология моды имеет много преимуществ, чтобы открыть себя в других дисциплинах.
Хотя социология моды в последнее время опиралась на интерес, проявленный рядом авторов, связанных с социологией искусства, обмен, которые она может провести с другими областями социологии, становится гораздо более обширным. Социологическая тематика моды, когда она вписывается в «истинную» социологическую перспективу, может плодотворно взаимодействовать с другими признанными областями социологии, такими как социология труда и организаций, социология сетей, социология коммуникации, социология семьи и т. д.
Определение моды многократно. Оно относится, прежде всего, к швейной промышленности в целом или более конкретно к сегменту высокого класса и роскоши, которые могут быть подвергнуты социологическому анализу с точки зрения, в частности, производства и организации. Интерес к этому конкретному сектору может также проявляться в виде изучения форм потребления отдельных лиц или групп, особенно социальных категорий, которые используют одежду в качестве маркера своей идентичности. Помимо конкретного случая одежды, мода также относится к определённой форме социальных изменений, трансформации, циклической тенденции, коллективного вкуса, которая непосредственно относится к одежде, но чьи социальные проявления выходят далеко за рамки этой области. И именно на моде одежды сосредоточены различные вклады.
Также мода в значительной степени связана с женщинами. Точно так же, когда социологи проявляют интерес к моде, они отдают предпочтение молодым женщинам или девушкам, таким образом, в качестве изучаемой группы, поскольку известно, что они — и в особенности они — в наибольшей степени подвержены влиянию моды. С другой стороны, в некоторых статьях тематика социальной структуры, социальных категорий, которая, по-видимому, менее важна для исследователей, работающих в области моды, чем в других областях социологии, является центральной. Кроме того, если все предметы, представленные здесь, касаются одежды, то связь с телом очень сильно появляется. Откровенно говоря, некоторые авторы, именно потому, что они изучают моду в связи с её женским измерением, ссылаются на нынешнюю потребность в похудении, которая, учитывая тексты, касающиеся женщин, представляется повторяющейся проблемой.
В статье «Личные блоги о моде: идентичность, реальность и общительность в культуре внешности» Агнес Рокамора изучает выработку стандартов, связанных с модой, через инструмент, который представляет собой интернет. Автор анализирует то, что предстает в модных блогах, появившихся в начале XXI века, а именно проявление идентичности в этом пространстве, характерном для неоднозначного положения женщин в современном обществе.
В «Лолите» и «Секс бомба», иллюстрации социализации девушек. Гиперсексуализация, о которой идет речь, Филипп Лиотард и Сандрин Джамэн-Самсон хорошо иллюстрируют, в свою очередь, измерение объектов, описанных исследованиями моды. С 2000-х годов неоднократно возникала тема гиперсексуализации или гиперотизации молодых девушек, в линии предыдущих фигур Лолиты, секс-бомба или pin-up, вокруг которых была сформулирована конкретная речь о женственности. Авторы демонстрируют, как одежда играет решающую роль в закладывании всех этих категорий.

## Концепция Годарта
По словам Фредерика Годарта, мода занимает центральное место в нашей жизни, поскольку она позволяет нам определить нашу социальную идентичность. Тем не менее, несмотря на это, она кажется нам неуловимой и загадочной. Годара рассматривал моду именно с социологической точки зрения, но не игнорировал вклад экономики, географии или истории. Из-за своей сложности мода действительно требует многодисциплинарного подхода.
Анализ построен на основе шести принципов, которые являются темами, позволяющими осветить различные аспекты моды. Во-первых, игра социальной идентичности и самоутверждения разворачивается между человеком и обществом. Затем мода тенденций раскрывает механизмы социального влияния. Кроме того, мода также является искусством, характеризующимся эстетической и творческой самостоятельностью. Наконец, в этих измерениях современная мода добавляет культ кутюрье " «творческого гения», и бренд. Потому что мода — это символический мир с богатым смыслом, чья «империя» продолжает расширяться.